# Дьяченко, Григорий Михайлович
Григо́рий Миха́йлович Дьяче́нко (1850 — 2 декабря 1903) — священнослужитель Русской православной церкви, протоиерей, богослов.

## Биография
Родился в 1850 году в Витебской губернии в семье диакона. Окончил Витебскую семинарию, в 1877 году окончил Московскую духовную академию, после чего назначен смотрителем духовного училища в Красноярске, но не смог принять назначение. Служебная его деятельность началась во Владимире, в учительской семинарии, где он преподавал русский язык, затем перешел в Поливановскую учительскую семинарию, и наконец, во 2-ю Московскую гимназию, а также преподавал русский язык и словесность в Александровском военном училище. С успехом сдал экзамен на звание учителя гимназии при Московском университете.
В мае 1881 года был рукоположен в иереи к Гавриило-Архангельской церкви при Московском почтамте, а в 1886 году перемещен в Трифоновскую церковь. В 1885 году защитил магистерскую диссертацию на тему «О приготовлении рода человеческого к принятию Спасителя» и был удостоен степени магистра богословия.
Одновременно с приходской деятельностью состоял законоучителем реального училища при реформатской церкви святого Михаила и с 1887 года членом Московского духовно-цензурного комитета.  
В 1899 году был возведён в сан протоиерея и назначен настоятелем московской церкви святого Трифона. Имел репутацию талантливого проповедника. 
Заупокойную Литургию и отпевание почившего протоиерея Григория совершил Трифон (Туркестанов), епископ Можайский, в сослужении многочисленного духовенства, после чего тело было погребено на Лазаревском кладбище. 

## Труды
- Слова, поучения, беседы и речи пастыря церкви на разные случаи (М., 1898);
- Полный церковнославянский словарь (М., 1900); (Репринт: Дьяченко Г. М. Полный церковно-славянский словарь. — М.: Издательский отдел Московского Патриархата, 1993. — 1158 с.)
- Полный годичный круг кратких поучений, составленных на каждый день года (М., 1901). Том 1. Том 2.;
- Из области таинственного. Простая речь о бытии и свойствах души человеческой (М., 1900);
- Духовный мир. Рассказы и размышления, приводящие к признанию бытия духовного мира (M., 1901);
- Уроки и примеры христианской веры, надежды и любви (опыт катехизической хрестоматии); Часть 1. Часть 2. Часть 3.
- Практическая симфония для проповедников слова Божия (М., 1903);
- Проповедническая энциклопедия. Спутник пастыря-проповедника (М., 1903);
- Праздничный отдых христианина. Собрание общедоступных духовно-назидательных рассказов и размышлений (М., 1900);
- Друг церковного импровизатора. Практическое пособие для проповедников слова Божия (М., 1903).